# 노성대
노성대(盧成大, 1940년 8월 13일 ~ )는 문화방송 사장을 역임한 대한민국의 언론인이자 방송기관단체인이다.
형은 노성만씨 전남대학교 총장을 지낸 교육인이었다.

## 출신 학교
- 광주제일고등학교
- 고려대학교 상학 학사
- 연세대학교 행정대학원 언론홍보 석사
- 성균관대학교 대학원 신문방송학 박사

## 주요 경력
- 1964년: 문화방송 입사(공채 2기 기자)
- 1977년: 문화방송 보도국 경제부 부장, 문화방송 해설위원
- 1979년~1980년: 문화방송 보도국 부국장
- 1983년: 한국비디오프로덕션 전무이사
- 1993년 3월~1995년 2월: 문화방송 보도국 워싱턴지사 지사장
- 1995년 2월~1999년 3월: 광주문화방송 대표이사 사장
- 1999년 3월~2001년 2월: 문화방송 대표이사 사장
- 1999년: 한국방송협회 부회장
- 2001년: 성균관대학교 언론정보대학원 겸임교수
- 2002년: 한국간행물윤리위원회 위원장
- 2003년: 방송위원회 위원장
- 2008년: 한국방송광고공사 산하 공익광고협의회 위원장
- 2011년 1월~2013년 12월: 광주문화재단 대표이사
- 아트광주조직위원회 조직위원장

## 저서
- 《삶을 사랑하며 감사하며》(윤봉현·노성대·노성만 공저, 전남대학교출판부, 2006년) ISBN 8975985768